# (5514) 1989 BN1
(5514) 1989 BN1 (1989 BN1, 1971 UO2, 1975 TB7, 1985 DG3) — астероїд головного поясу.
Тіссеранів параметр щодо Юпітера — 3,403.